# Groupe E des éliminatoires du Championnat d'Europe de football 2024
 (décembre 2022).
Navigation
- A
- B
- C
- D
- E
- F
- G
- H
- I
- J

Le groupe E des éliminatoires du Championnat d'Europe de football 2024 est l'un des dix groupes qui décideront quelles équipes se qualifieront pour la phase finale de l'Euro 2024 en Allemagne. Le groupe E comprend cinq équipes : la Pologne, la Tchéquie, l'Albanie, les îles Féroé et la Moldavie. Les équipes s'affronteront à domicile et à l'extérieur dans un tournoi toutes rondes.
Les deux meilleures équipes se qualifieront directement pour le tournoi final. Les participants aux barrages seront déterminés en fonction de leurs performances dans la Ligue des nations de l'UEFA 2022-2023.

## Classement
| Rang | Équipe     | Pts | J | G | N | P | Bp | Bc | Diff |  | Résultats (▼ dom., ► ext.) |     |     |     |     |     |
| ---- | ---------- | --- | - | - | - | - | -- | -- | ---- |  | -------------------------- | --- | --- | --- | --- | --- |
| 1    | Albanie    | 15  | 8 | 4 | 3 | 1 | 12 | 4  | +8   |  | Albanie                    |     | 3-0 | 2-0 | 2-0 | 0-0 |
| 2    | Tchéquie   | 15  | 8 | 4 | 3 | 1 | 12 | 6  | +6   |  | Tchéquie                   | 1-1 |     | 3-1 | 3-0 | 1-0 |
| 3    | Pologne    | 11  | 8 | 3 | 2 | 3 | 10 | 10 | 0    |  | Pologne                    | 1-0 | 1-1 |     | 1-1 | 2-0 |
| 4    | Moldavie   | 10  | 8 | 2 | 4 | 2 | 7  | 10 | -3   |  | Moldavie                   | 1-1 | 0-0 | 3-2 |     | 1-1 |
| 5    | Îles Féroé | 2   | 8 | 0 | 2 | 6 | 2  | 13 | -11  |  | Îles Féroé                 | 1-3 | 0-3 | 0-2 | 0-1 |     |

## Matchs
La liste des matches sera publiée par l'UEFA le 10 octobre 2022, le jour après le tirage au sort organisé à Francfort,,. Les heures sont CET/CEST, comme indiqué par l'UEFA (les heures locales, si elles sont différentes, sont entre parenthèses).

## Résultats et calendrier
| 1re journée        | Tchéquie                                                           | 3 - 1   | Pologne                 | Sinobo Stadium, Prague                                                                    |                                                                                           |
| 24 mars 2023 20h45 | ( Coufal) Krejčí 1re · ( Jurásek) Čvančara 3e · ( Král) Kuchta 64e | (2 - 0) | 87e Szymański (Skóraś ) | Spectateurs : 19 045 Arbitrage : Anastasios Sidiropoulos Arbitre vidéo : Agelos Evangelou | Spectateurs : 19 045 Arbitrage : Anastasios Sidiropoulos Arbitre vidéo : Agelos Evangelou |
| 24 mars 2023 20h45 | Souček 22e · Brabec 37e                                            | Rapport |                         | Spectateurs : 19 045 Arbitrage : Anastasios Sidiropoulos Arbitre vidéo : Agelos Evangelou | Spectateurs : 19 045 Arbitrage : Anastasios Sidiropoulos Arbitre vidéo : Agelos Evangelou |

| 24 mars 2023  | Moldavie              | 1 - 1   | Îles Féroé                                                                                      | Stade Zimbru, Chișinău                                                     |                                                                            |
| 20h45 (21h45) | Nicolaescu 86e (pen.) | (0 - 1) | 27e Mikkelsen (M. Olsen )                                                                       | Spectateurs : 4 732 Arbitrage : Nicholas Walsh Arbitre vidéo : David Coote | Spectateurs : 4 732 Arbitrage : Nicholas Walsh Arbitre vidéo : David Coote |
| 20h45 (21h45) | Crăciun 45+1e         | Rapport | 51e G. Vatnhamar · 78e Rólantsson · 85e Vatnsdal · 86e Andreasen · 86e Lamhauge · 90+5e Jónsson | Spectateurs : 4 732 Arbitrage : Nicholas Walsh Arbitre vidéo : David Coote | Spectateurs : 4 732 Arbitrage : Nicholas Walsh Arbitre vidéo : David Coote |

| 2e journée         | Pologne                   | 1 - 0   | Albanie              | Stade national de Varsovie, Varsovie                                           |                                                                                |
| 27 mars 2023 20h45 | ( Kamiński) Świderski 41e | (1 - 0) |                      | Spectateurs : 56 227 Arbitrage : Slavko Vinčić Arbitre vidéo : Nejc Kajtazovic | Spectateurs : 56 227 Arbitrage : Slavko Vinčić Arbitre vidéo : Nejc Kajtazovic |
| 27 mars 2023 20h45 | Linetty 66e · Salamon 75e | Rapport | 45e Hysaj · 90e Laçi | Spectateurs : 56 227 Arbitrage : Slavko Vinčić Arbitre vidéo : Nejc Kajtazovic | Spectateurs : 56 227 Arbitrage : Slavko Vinčić Arbitre vidéo : Nejc Kajtazovic |

| 27 mars 2023  | Moldavie       | 0 - 0   | Tchéquie                | Stade Zimbru, Chișinău                                                           |                                                                                  |
| 20h45 (21h45) |                | (0 - 0) |                         | Spectateurs : 5 120 Arbitrage : Daniel Schlager Arbitre vidéo : Sascha Stegemann | Spectateurs : 5 120 Arbitrage : Daniel Schlager Arbitre vidéo : Sascha Stegemann |
| 20h45 (21h45) | Caimacov 90+5e | Rapport | 48e Coufal · 88e Ševčík | Spectateurs : 5 120 Arbitrage : Daniel Schlager Arbitre vidéo : Sascha Stegemann | Spectateurs : 5 120 Arbitrage : Daniel Schlager Arbitre vidéo : Sascha Stegemann |

| 3e journée                 | Îles Féroé      | 0 - 3   | Tchéquie                                                          | Tórsvøllur, Tórshavn                                                              |                                                                                   |
| 17 juin 2023 20h45 (19h45) |                 | (0 - 2) | 15e Krejčí (Hložek ) · 44e Černý (Jurečka ) · 75e Černý (Chytil ) | Spectateurs : 2 232 Arbitrage : Arda Kardeşler Arbitre vidéo : Abdulkadir Bitigen | Spectateurs : 2 232 Arbitrage : Arda Kardeşler Arbitre vidéo : Abdulkadir Bitigen |
| 17 juin 2023 20h45 (19h45) | G. Sørensen 65e | Rapport |                                                                   | Spectateurs : 2 232 Arbitrage : Arda Kardeşler Arbitre vidéo : Abdulkadir Bitigen | Spectateurs : 2 232 Arbitrage : Arda Kardeşler Arbitre vidéo : Abdulkadir Bitigen |

| 17 juin 2023 | Albanie                            | 2 - 0   | Moldavie                 | Arena Kombëtare, Tirana                                                       |                                                                               |
| 20h45        | Asani 52e · ( Asllani) Bajrami 76e | (0 - 0) |                          | Spectateurs : 20 944 Arbitrage : Dennis Higler Arbitre vidéo : Pol van Boekel | Spectateurs : 20 944 Arbitrage : Dennis Higler Arbitre vidéo : Pol van Boekel |
| 20h45        | Mitaj 22e                          | Rapport | 38e Moțpan · 69e Babohlo | Spectateurs : 20 944 Arbitrage : Dennis Higler Arbitre vidéo : Pol van Boekel | Spectateurs : 20 944 Arbitrage : Dennis Higler Arbitre vidéo : Pol van Boekel |

| 4e journée                 | Îles Féroé               | 1 - 3   | Albanie                                                             | Tórsvøllur, Tórshavn                                                                    |                                                                                         |
| 20 juin 2023 20h45 (19h45) | ( Edmundsson) Færø 45+1e | (1 - 1) | 20e Bajrami (Asani ) · 51e Asllani (Bajrami ) · 90+2e Muçi (Uzuni ) | Spectateurs : 2 507 Arbitrage : Chrysovalantis Theouli Arbitre vidéo : Agelos Evangelou | Spectateurs : 2 507 Arbitrage : Chrysovalantis Theouli Arbitre vidéo : Agelos Evangelou |
| 20 juin 2023 20h45 (19h45) | Joensen 49e              | Rapport |                                                                     | Spectateurs : 2 507 Arbitrage : Chrysovalantis Theouli Arbitre vidéo : Agelos Evangelou | Spectateurs : 2 507 Arbitrage : Chrysovalantis Theouli Arbitre vidéo : Agelos Evangelou |

| 20 juin 2023  | Moldavie                                                    | 3 - 2   | Pologne                                             | Stade Zimbru, Chișinău                                                   |                                                                          |
| 20h45 (21h45) | Nicolaescu 48e · Nicolaescu 79e · ( Cojacaru) Babohlo 85e   | (0 - 2) | 12e Milik (Lewandowski ) · 34e Lewandowski (Milik ) | Spectateurs : 9 442 Arbitrage : Filip Glova Arbitre vidéo : Luis Godinho | Spectateurs : 9 442 Arbitrage : Filip Glova Arbitre vidéo : Luis Godinho |
| 20h45 (21h45) | Babohlo 51e · Nicolaescu 80e · Răilean 90e · Reabciuk 90+2e | Rapport |                                                     | Spectateurs : 9 442 Arbitrage : Filip Glova Arbitre vidéo : Luis Godinho | Spectateurs : 9 442 Arbitrage : Filip Glova Arbitre vidéo : Luis Godinho |

| 5e journée             | Pologne                                               | 2 - 0   | Îles Féroé    | Stade national de Varsovie, Varsovie                                   |                                                                        |
| 7 septembre 2023 20h45 | Lewandowski 73e (pen.) · ( Świderski) Lewandowski 83e | (0 - 0) |               | Spectateurs : 54 129 Arbitrage : David Šmajc Arbitre vidéo : Matej Jug | Spectateurs : 54 129 Arbitrage : David Šmajc Arbitre vidéo : Matej Jug |
| 7 septembre 2023 20h45 | Krychowiak 22e · Wszołek 90+2e                        | Rapport | 58e Nattestad | Spectateurs : 54 129 Arbitrage : David Šmajc Arbitre vidéo : Matej Jug | Spectateurs : 54 129 Arbitrage : David Šmajc Arbitre vidéo : Matej Jug |

| 7 septembre 2023 | Tchéquie                    | 1 - 1   | Albanie                 | Eden Aréna, Prague                                                             |                                                                                |
| 20h45            | ( Souček) Černý 56e         | (0 - 0) | 66e Bajrami (Asani )    | Spectateurs : 18 641 Arbitrage : Anthony Taylor Arbitre vidéo : Darren England | Spectateurs : 18 641 Arbitrage : Anthony Taylor Arbitre vidéo : Darren England |
| 20h45            | Provod 90+6e · Chytil 90+7e | Rapport | 52e Asani · 67e Bajrami | Spectateurs : 18 641 Arbitrage : Anthony Taylor Arbitre vidéo : Darren England | Spectateurs : 18 641 Arbitrage : Anthony Taylor Arbitre vidéo : Darren England |

| 6e journée                      | Îles Féroé    | 0 - 1   | Moldavie               | Tórsvøllur, Tórshavn                                                             |                                                                                  |
| 10 septembre 2023 18h00 (17h00) |               | (0 - 0) | 53e Rață (Nicolaescu ) | Spectateurs : 2 710 Arbitrage : Vassilis Fotias Arbitre vidéo : Agelos Evangelou | Spectateurs : 2 710 Arbitrage : Vassilis Fotias Arbitre vidéo : Agelos Evangelou |
| 10 septembre 2023 18h00 (17h00) | Andreasen 71e | Rapport | 11e Motpan · 59e Rață  | Spectateurs : 2 710 Arbitrage : Vassilis Fotias Arbitre vidéo : Agelos Evangelou | Spectateurs : 2 710 Arbitrage : Vassilis Fotias Arbitre vidéo : Agelos Evangelou |

| 10 septembre 2023 | Albanie                                                                                          | 2 - 0   | Pologne                                                                                        | Arena Kombëtare, Tirana                                                                     |                                                                                             |
| 20h45             | ( Hysaj) Asani 37e · ( Ramadani) Daku 62e                                                        | (1 - 0) |                                                                                                | Spectateurs : 21 900 Arbitrage : José María Sánchez Arbitre vidéo : Carlos del Cerro Grande | Spectateurs : 21 900 Arbitrage : José María Sánchez Arbitre vidéo : Carlos del Cerro Grande |
| 20h45             | Cikalleshi 45+1e · Asllani 45+8e · Strakosha 59e · Daku 63e · Veseli 65e · Muja 75e · Seferi 86e | Rapport | 8e Bednarek · 45+7e Kamiński · 45+8e Bereszyński · 60e Krychowiak · 80e Linetty · 88e Wieteska | Spectateurs : 21 900 Arbitrage : José María Sánchez Arbitre vidéo : Carlos del Cerro Grande | Spectateurs : 21 900 Arbitrage : José María Sánchez Arbitre vidéo : Carlos del Cerro Grande |

| 7e journée                    | Îles Féroé                            | 0 - 2   | Pologne                                               | Tórsvøllur, Tórshavn                                                            |                                                                                 |
| 12 octobre 2023 20h45 (19h45) |                                       | (0 - 1) | 4e Szymański (Zieliński ) · 65e Buksa (Frankowski )   | Spectateurs : 3 220 Arbitrage : Allard Lindhout Arbitre vidéo : Jochem Kamphuis | Spectateurs : 3 220 Arbitrage : Allard Lindhout Arbitre vidéo : Jochem Kamphuis |
| 12 octobre 2023 20h45 (19h45) | Ashkam 49e · Jónsson 86e · Færø 90+4e | Rapport | 16e Cash · 43e Milik · 90+3e Piotrowski · 90+5e Slisz | Spectateurs : 3 220 Arbitrage : Allard Lindhout Arbitre vidéo : Jochem Kamphuis | Spectateurs : 3 220 Arbitrage : Allard Lindhout Arbitre vidéo : Jochem Kamphuis |

| 12 octobre 2023 | Albanie                                                              | 3 - 0   | Tchéquie                                  | Arena Kombëtare, Tirana                                                       |                                                                               |
| 20h45           | ( Ramadani) Asani 9e · ( Cikalleshi) Seferi 51e · ( Daku) Seferi 73e | (1 - 0) |                                           | Spectateurs : 20 917 Arbitrage : Danny Makkelie Arbitre vidéo : Rob Dieperink | Spectateurs : 20 917 Arbitrage : Danny Makkelie Arbitre vidéo : Rob Dieperink |
| 20h45           | Bajrami 60e                                                          | Rapport | 25e, 39e Chytil · 40e Coufal · 62e Provod | Spectateurs : 20 917 Arbitrage : Danny Makkelie Arbitre vidéo : Rob Dieperink | Spectateurs : 20 917 Arbitrage : Danny Makkelie Arbitre vidéo : Rob Dieperink |

| 8e journée            | Tchéquie                             | 1 - 0   | Îles Féroé                                            | Doosan Arena, Plzen                                                      |                                                                          |
| 15 octobre 2023 18h00 | Souček 76e (pen.)                    | (0 - 0) |                                                       | Spectateurs : 9 115 Arbitrage : Rohit Saggi Arbitre vidéo : Clay Ruperti | Spectateurs : 9 115 Arbitrage : Rohit Saggi Arbitre vidéo : Clay Ruperti |
| 15 octobre 2023 18h00 | Lingr 37e · Černý 75e · Masopust 88e | Rapport | 40e Lamhauge · 75e Nattestad · 82e Olsen · 90+5e Færø | Spectateurs : 9 115 Arbitrage : Rohit Saggi Arbitre vidéo : Clay Ruperti | Spectateurs : 9 115 Arbitrage : Rohit Saggi Arbitre vidéo : Clay Ruperti |

| 15 octobre 2023 | Pologne        | 1 - 1   | Moldavie                                                                                   | Stade national de Varsovie, Varsovie                                             |                                                                                  |
| 20h45           | Świderski 53e  | (0 - 1) | 25e Nicolaescu (Rață )                                                                     | Spectateurs : 51 672 Arbitrage : Artur Soares Dias Arbitre vidéo : Tiago Martins | Spectateurs : 51 672 Arbitrage : Artur Soares Dias Arbitre vidéo : Tiago Martins |
| 20h45           | Frankowski 46e | Rapport | 17e Reabciuk · 21e Cojocaru · 42e Postolachi · 45+4e Marandici · 82e Plătică · 85e Railean | Spectateurs : 51 672 Arbitrage : Artur Soares Dias Arbitre vidéo : Tiago Martins | Spectateurs : 51 672 Arbitrage : Artur Soares Dias Arbitre vidéo : Tiago Martins |

| 9e journée                     | Moldavie                | 1 - 1   | Albanie               | Stade Zimbru, Chișinău                                                        |                                                                               |
| 17 novembre 2023 18h00 (19h00) | Baboglo 87e             | (0 - 1) | 25e (pen.) Cikalleshi | Spectateurs : 9 537 Arbitrage : William Collum Arbitre vidéo : Stuart Attwell | Spectateurs : 9 537 Arbitrage : William Collum Arbitre vidéo : Stuart Attwell |
| 17 novembre 2023 18h00 (19h00) | Rață 11e · Caimacov 54e | Rapport | 9e Mitaj · 86e Daku   | Spectateurs : 9 537 Arbitrage : William Collum Arbitre vidéo : Stuart Attwell | Spectateurs : 9 537 Arbitrage : William Collum Arbitre vidéo : Stuart Attwell |

| 17 novembre 2023 | Pologne         | 1 - 1   | Tchéquie   | Stade national de Varsovie, Varsovie                                                |                                                                                     |
| 20h45            | Piotrowski 38e  | (1 - 0) | 49e Souček | Spectateurs : 56 310 Arbitrage : Daniele Orsato Arbitre vidéo : Massimiliano Irrati | Spectateurs : 56 310 Arbitrage : Daniele Orsato Arbitre vidéo : Massimiliano Irrati |
| 20h45            | Bochniewicz 36e | Rapport | 63e Brabec | Spectateurs : 56 310 Arbitrage : Daniele Orsato Arbitre vidéo : Massimiliano Irrati | Spectateurs : 56 310 Arbitrage : Daniele Orsato Arbitre vidéo : Massimiliano Irrati |

| 10e journée            | Tchéquie                                               | 3 - 0   | Moldavie                                                                 | Stade Andrův, Olomouc                                                            |                                                                                  |
| 20 novembre 2023 20h45 | ( Chorý) Douděra 14e · ( Kušej) Chorý 72e · Souček 90e | (1 - 0) |                                                                          | Spectateurs : 11 653 Arbitrage : Sandro Schärer Arbitre vidéo : Maurizio Mariani | Spectateurs : 11 653 Arbitrage : Sandro Schärer Arbitre vidéo : Maurizio Mariani |
| 20 novembre 2023 20h45 | Kušej 90+3e                                            | Rapport | 24e Revenco · 30e Caimacov · 45e Posmac · 47e, 55e Baboglo · 90+1e Stînă | Spectateurs : 11 653 Arbitrage : Sandro Schärer Arbitre vidéo : Maurizio Mariani | Spectateurs : 11 653 Arbitrage : Sandro Schärer Arbitre vidéo : Maurizio Mariani |

| 20 novembre 2023 | Albanie        | 0 - 0   | Îles Féroé                  | Arena Kombëtare, Tirana                                                         |                                                                                 |
| 20h45            |                | (0 - 0) |                             | Spectateurs : 21 456 Arbitrage : Sven Jablonski Arbitre vidéo : Bastian Dankert | Spectateurs : 21 456 Arbitrage : Sven Jablonski Arbitre vidéo : Bastian Dankert |
| 20h45            | Cikalleshi 75e | Rapport | 39e Joensen · 90e Danielsen | Spectateurs : 21 456 Arbitrage : Sven Jablonski Arbitre vidéo : Bastian Dankert | Spectateurs : 21 456 Arbitrage : Sven Jablonski Arbitre vidéo : Bastian Dankert |

## Statistiques

### Buteurs
4 buts     
- Ion Nicolaescu (dont 1 penalty)

3 buts    
- Jasir Asani
- Robert Lewandowski (dont 1 penalty)
- Tomáš Souček (dont 1 penalty)

2 buts   
- Nedim Bajrami
- Taulant Seferi
- Vladyslav Babohlo
- Ladislav Krejčí
- Václav Černý
- Sebastian Szymański
- Karol Świderski

1 but  
- Kristjan Asllani
- Ernest Muçi
- Nedim Bajrami
- Mirlind Daku
- Sokol Cikalleshi (dont 1 penalty)
- Mads Boe Mikkelsen
- Odmar Færø
- Vadim Rață
- Arkadiusz Milik
- Adam Buksa
- Jakub Piotrowski
- Tomáš Čvančara
- Jan Kuchta
- Václav Černý
- David Douděra
- Tomáš Chorý

Passeurs 
2 passes décisives 
- Jasir Asani
- Ylber Ramadani

1 passe décisive 
- Kristjan Asllani
- Nedim Bajrami
- Myrto Uzuni
- Elseid Hysaj
- Sokol Cikalleshi
- Mirlind Daku
- Meinhard Olsen
- Jóan Símun Edmundsson
- Maxim Cojocaru
- Ion Nicolaescu
- Vadim Rață
- Vladimír Coufal
- David Jurásek
- Alex Král
- Adam Hložek
- Václav Jurečka
- Mojmír Chytil
- Tomáš Souček
- Tomáš Chorý
- Vasil Kusej
- Michał Skóraś
- Jakub Kamiński
- Robert Lewandowski
- Arkadiusz Milik
- Karol Świderski
- Piotr Zieliński
- Przemysław Frankowski

## Discipline
Un joueur est automatiquement suspendu pour le prochain match pour les infractions suivantes:
- Recevoir un carton rouge (les suspensions du carton rouge peuvent être prolongées pour des infractions graves)
- Recevoir trois cartons jaunes dans trois matches différents, ainsi qu'après le cinquième et tout carton jaune suivant (les suspensions pour carton jaune ne sont pas reportées aux barrages, aux finales ou à tout autre match international futur)

Les suspensions suivantes ont été (ou seront) purgées lors des matches de qualification:
| Joueurs | Cartons | Suspensions |
| ------- | ------- | ----------- |
|         |         |             |